# Resurs
Resurs (z fr. ressource, przez ros. ресурс), okres zdolności użytkowej – ustalony teoretycznie lub doświadczalnie czas eksploatacji urządzenia, wyrażony w odpowiednich dla niego jednostkach. Przyjmuje się, że w tym okresie zagwarantowane jest bezpieczeństwo i sprawność użytkowania. 
Dla pojazdów resurs określa się przebiegiem, czyli liczbą przejechanych kilometrów, natomiast dla statków powietrznych podaje się go w godzinach lub latach.
Dla urządzeń transportu bliskiego resurs określa się liczbą wykonanych cykli oraz wypracowanym przez główne mechanizmy czasem pracy podanym w godzinach.  